# Clayton Moore
Clayton Moore (Chicago, 14 de septiembre de 1914-Los Ángeles, 28 de diciembre de 1999) fue un actor estadounidense. Era mundialmente famoso por interpretar en el cine y la televisión al Llanero Solitario.

## Carrera
Su verdadero nombre era Jack Carlton Moore, nació en Chicago, Illinois, y empezó su carrera de niño como acróbata de circo. En 1938 llegó a Hollywood y actuó en papeles menores en películas wéstern clase B. En 1947 filma la película Jesse James Rides Again, interpretando al legendario Jesse James, repitiendo el papel en 1948 en la película Adventures of Frank and Jesse James. Protagonizó al Zorro en Ghost of Zorro, de 1949. Otras de sus películas clase B que protagonizó fueron Cyclone Fury, de 1951; Montana Territory, de 1952, como el comisario George Ives; Gunfighters of the Northwest, de 1954, y, más acá en el tiempo, en The Alamo: Thirteen Days to Glory, de 1987, acompañando al actor James Arness.

## El Llanero Solitario
En 1949 lo eligieron para interpretar a The Lone Ranger, como se llamó la serie televisiva en inglés. Fue el mayor éxito de la cadena ABC en la posguerra: hasta 1956 se filmaron 169 capítulos. Con sus balas de plata, sombrero blanco y antifaz oscuro, el personaje del Llanero Solitario se apoderó de Moore. En la década de los cincuenta, hizo dos películas interpretando a este solitario miembro de los Texas Rangers, acompañado por su fiel amigo indio, Toro, interpretado por el actor Jay Silverheels, que murió en 1980 a los sesenta y siete años. La quinta y última temporada de El Llanero Solitario se grabó en color, entre 1956 y 1957. Siempre hacía justicia. Cuando se fue de la serie por problemas de contrato, Moore siguió haciendo espectáculos. Pero, en 1979, la empresa dueña de los derechos de El Llanero Solitario lo obligó judicialmente a abandonar el personaje. El juez Vernon Foster dijo que Moore no podía usar más el antifaz negro ni publicitarse como el Llanero Solitario. Apenado, Moore acató la decisión del juez. En 1987 se colocó una estrella con su nombre en el Sunset Boulevard de Los Ángeles.

## Filmografía
| Año       | Título                                    | Rol                                  | Notas                    |  |
| --------- | ----------------------------------------- | ------------------------------------ | ------------------------ |  |
| 1937      | Forlorn River                             | Cowboy                               | Sin acreditar            |  |
| 1937      | Thunder Trail                             | Cowboy                               | Sin acreditar            |  |
| 1938      | Go Chase Yourself                         | Abogado                              | Es Jack Moore            |  |
| 1939      | Burn 'Em Up O'Connor                      | Paciente en hospital                 | Es Jack Moore            |  |
| 1940      | Kit Carson                                | Paul Terry                           |                          |  |
| 1940      | The Son of Monte Cristo                   | teniente Fritz Dorner                |                          |  |
| 1941      | International Lady                        | Sewell                               |                          |  |
| 1941      | Tuxedo Junction                           | Bill Bennett                         |                          |  |
| 1942      | Black Dragons                             | Agente del FBI Richard «Dick» Martin |                          |  |
| 1942      | Perils of Nyoka                           | Dr. Larry Grayson                    |                          |  |
| 1942      | Outlaws of Pine Ridge                     | Lane Hollister                       |                          |  |
| 1946      | The Bachelor's Daughters                  | Bill Cotter                          |                          |  |
| 1946      | The Crimson Ghost                         | Ashe                                 |                          |  |
| 1947      | Jesse James Rides Again                   | Jesse James                          |                          |  |
| 1947      | Along the Oregon Trail                    | Gregg Thurston                       |                          |  |
| 1948      | G-Men Never Forget                        | Agente Ted O'Hara                    |                          |  |
| 1948      | Marshal of Amarillo                       | Art Crandall                         |                          |  |
| 1948      | Adventures of Frank and Jesse James       | Jesse James                          |                          |  |
| 1949      | The Far Frontier                          | Tom Sharper                          |                          |  |
| 1949      | Sheriff of Wichita                        | Raymond D'Arcy                       |                          |  |
| 1949      | Riders of the Whistling Pines             | Henchman Pete                        |                          |  |
| 1949      | Ghost of Zorro                            | Ken Mason/el Zorro                   |                          |  |
| 1949      | Frontier Investigator                     | Scott Garnett                        |                          |  |
| 1949      | The Cisco Kid                             | Teniente                             |                          |  |
| 1949      | South of Death Valley                     | Brad                                 |                          |  |
| 1949      | Masked Raiders                            | Matt Trevett                         |                          |  |
| 1949      | The Cowboy and the Indians                | Henchman Luke                        |                          |  |
| 1949      | Bandits of El Dorado                      | B. F. Morgan                         |                          |  |
| 1949      | Sons of New Mexico                        | Rufe Burns                           |                          |  |
| 1949-1957 | The Lone Ranger                           | The Lone Ranger                      | Teleserie, 169 episodios |  |
| 1952      | Son of Geronimo: Apache Avenger           | Jim Scott                            | Es Clay Moore            |  |
| 1952      | Buffalo Bill in Tomahawk Territory        | Buffalo Bill                         |                          |  |
| 1953      | Jungle Drums of Africa                    | Alan King                            | Es Clay Moore            |  |
| 1953      | Kansas Pacific                            | Henchman Stone                       |                          |  |
| 1953      | The Bandits of Corsica                    | Ricardo                              |                          |  |
| 1953      | Down Laredo Way                           | Chip Wells                           |                          |  |
| 1954      | Gunfighters of the Northwest              | Bram Nevin                           |                          |  |
| 1955      | The Lone Ranger Rides Again               | The Lone Ranger                      | Película de 1955         |  |
| 1956      | The Lone Ranger                           | The Lone Ranger                      | Película de 1956         |  |
| 1958      | The Lone Ranger and the Lost City of Gold | The Lone Ranger                      | Película de 1958         |  |

## Enlaces
- Clayton Moore en Internet Movie Database (en inglés).
- The Lone Ranger at YouTube
- Lone Ranger Fanclub Archivado el 13 de enero de 2016 en Wayback Machine.

- Datos: Q2978740
- Multimedia: Clayton Moore / Q2978740